# Aroidothrips longistylus
Aroidothrips longistylus (лат.) — вид трипсов, единственный в составе рода Aroidothrips Ananthakrishnan, 1960 из семейства Thripidae (Thysanoptera).

## Распространение
Ранее зарегистрированный только из южной Индии, единственный вид этого рода был также найден в южном Китае, а оба пола были собраны в 2012 году в Малайзии.

## Описание
Мелкие насекомые с четырьмя бахромчатыми крыльями. Самка макроптерная. Голова примерно такой же длины, как ширина, межантенатальный выступ шире ширины I сегмента антенн; глаза без пигментных фасеток; нижнечелюстные пальпы 3-сегментные; глазковые волоски I присутствуют и далеко впереди первого глазка, волоски II на передних краях треугольника, волоски III между задними глазками; четыре пары заднеглазничных волосков. Антенны 8-сегментные; сегмент I с парными дорсо-апикальными волосками, III и особенно IV с удлиненной вершиной, с длинными вильчатыми конусами чувств; III-VI с микротрихиями на обеих поверхностях. Пронотум шире длины, с двумя поперечными гребнями; две пары длинных постероангулярных волосков; одна пара постеромаргинальных волосков; одна пара длинных антеромаргинальных волосков. Мезонотум со срединной парой волосков близко к заднему краю; кампановидные сенсиллы отсутствуют. Метанотум со слабой сетчатостью; срединная пара волосков у переднего края; кампановидные сенсиллы отсутствуют. Первая жилка переднего крыла с длинным промежутком в ряду волосков, дистально два длинных волоска; вторая жилка с примерно восемью широко расставленными волосками; клавус с четырьмя жилковыми и одним длинным дискальным волосками; реснички заднемаргинальной бахромы волнистые. Мезо- и метастернальная эндофурка обе со спинулой. Лапки 2-сегментные. Тергиты без ктенидий или краспед, VIII с ктенидиеподобным рядом микротрихий перед спиралью, задний край с примерно двумя микротрихиями латерально; IX без передней кампановидной сенсиллы; X без расщепления. Стерниты III-VII каждый с 3 парами длинных маргинальных волосков, II с двумя парами, все на краю. Самец похож на самку, но сенсорные конусы на усиковых сегментах III-VI сильно удлинёны и выходят за вершину усика; тергит IX без длинных волосков; стерниты без поровых пластинок. Хотя несколько экземпляров было собрано из злаках в Индии и Китае, ничего не известно о биологии единственного удивительно сексуально диморфного вида в этом роде. Образцы обоих полов были собраны в Малайзии с одного из видов Selaginella.

## Классификация
В подсемействе Thripinae род Aroidothrips разделяет сходство с родом Mycterothrips, из-за наличия пары дорсо-апикальных волосков на первом усиковом сегменте, а также мезо- и метафурки с одной спинулой. Широкий межантеннальный выступ позволяет предположить родство с Filipinothrips, а наличие трёх сенс-конусов на пятом антеннальном сегменте — с Craspedothrips.